# Святоюрский монастырь (Шептицкий)
Монастырь базилианского ордена и церковь Святого Юра — памятник архитектуры в Шептицком (Львовская область, Украина), действующие культовые сооружения, принадлежащие УГКЦ. Адрес: Шептицкий, ул. Богдана Хмельницкого, 21.
Святоюрский монастырь был основан белзким воеводой Салезием Потоцким в 1763 для ордена василиан (базилиан), которые должны были заботиться о местных и соседних приходах, а также устраивать народные миссии в его владениях.
В 1771—1776 годах на месте деревянных строений монастыря проекту архитектора И. Зельнера были возведены нынешние кельи монастыря. Здания были повреждены пожарами 1797 и 1852 годов, были расширены в 1789 и 1888 годах. В архитектуре монастырских келий и Святоюрской церкви сочетаются черты позднего барокко и классицизма. Здание келий кирпичное, двухэтажное, Г-образное в плане, с коридорной системой планировки, крестовыми сводами. Фасады решены просто, лишены архитектурного декора за исключением северо-восточного, который был оформлен плоскими лопатками и оконными наличниками в стиле барокко. В 1959 г. был восстановлен центральный купол церкви (архитектор И. Старосольский).
Большая Святоюрская церковь в построена в псевдоклассическом стиле, состоит из трёх объёмов. Её центральный объём перекрыт эллипсовидным куполом на низком восьмигранном барабане, поддерживаемом опорами. Притвор и восточная часть накрыты двускатными кровлями. Ось главного фасада подчёркивают незначительно выступающий ризалит, увенчанный треугольным фронтоном, и портал входа, а завершается фасад аттиком с декоративными каменными вазонами. Стены церкви расчленены пилястрами тосканского ордера. В церкви хранилась чудотворной иконой Богоматери.
При монастыре была собрана ценная библиотека, хранившаяся здесь до конца 19 ст., в том числе старинные пергаменты и церковные книги из соседнего монастыря княжеского времени в Городище Василианском над Бугом (Городищенский Апостол XII в., называеый также Кристинопольским, Бучанское Евангелие XII—XIII веков, Городищенский помник 1484 года и другое).
Монастырь базилиан был ликвидирован в 1946 года польскими властями, тем не менее монахи продолжали деятельность нелегально. В 1980 году в здании монастыря был открыт филиал Львовского музея истории религии и атеизма, в бывших кельях монастыря — картинная галерея. В 1989 году музей был перенесён в бывший дворец Потоцких, а здания церкви и келий были переданы религиозной грекокатолической общине. Монастырь восстановил свою легальную деятельность в 1990 году. Первым игуменом стал о. Марьян Чорнега.